# مارتن كوستر
مارتن كوستر (بالهولندية: Martin Koster)‏ هو كاتب وشاعر هولندي، ولد في 1950.